# شاهزاده بایزید
شاهزاده بایزید (۱۵۲۶ استانبول – ۲ اوت ۱۵۶۲، قزوین) پسر سلیمان قانونی و خرم سلطان بود. شورش بایزید علیه پدرش سلیمان و برادرش شاهزاده سلیم از مهم‌ترین حوادث داخلی امپراتوری عثمانی دانسته شده. هم‌چنین رفتار بد سلیمان با پسرش بایزید یکی از بزرگ‌ترین اشتباه‌های این سلطان مقتدر عثمانی شناخته می‌شود.

## اوایل زندگی
شاهزاده بایزید در سال ۱۵۲۶ به عنوان ششمین پسر سلیمان یکم از خرم سلطان در استانبول متولد. وی چهار برادر و یک خواهر تنی داشت. بایزید در سال ۱۵۴۳ فرماندار قرامان شد. او بعداً در سال ۱۵۴۶ والی کوتاهیه شد.
بعد از اعدام شاهزاده مصطفی و مرگ شاهزاده جهانگیر تنها دو پسر به‌نام‌های بایزید و سلیم از سلیمان باقی‌ماندند. بزرگان دربار، بایزید پسر کوچکتر سلطان را به سلیم ترجیح می‌دادند اما سلیمان از سلیم پشتیبانی می‌کرد و بیشتر مورد توجه پدرش بود به‌همین جهت برای رسیدن به ولیعهدی رقابت سختی بین دو برادر درگرفت، با مرگ زود هنگام مادرشان اختلافات بین برادران خیلی سریع به جنگ داخلی کشیده شد. با مرور زمان اطرافیان بایزید با نالایق نشان دادن سلیم، ذهن او را نسبت به برادرش آشفته کردند و همین فتنه‌ها او را وادار به مخالفت علنی نسبت به برادرش کرد. سلیم نیز دشمنی و مخالفت بایزید نسبت به خود را به اطلاع سلیمان رساند، بعد از این که در سال ۱۵۵۸ خرم سلطان مهم‌ترین پشتیبان بایزید فوت شد و دشمنی میان دو برادر شدت گرفت.

## شورش بایزید
سلطان سلیمان برای کنترل بهتر پسرانش، سلیم را به قونیه و بایزید را به آماسیه فرستاد. سلیم سریع اطاعت کرد اما بایزید این حکم را توهینی به خود می‌دانست چرا که وی در آناتولی بسیار محبوب بود اما سرانجام اطاعت کرد و به اجبار به آماسیه رفت. در نهایت سپاه منظمی تشکیل داد. او در نزدیکی قونیه با برادرش سلیم وارد جنگ شد اما شکست خورد و به آماسیه گریخت و از پدرش طلب بخشش کرد. سلطان به شرطی حاضر به پذیرش عفو او شد که تمامی بزرگان و اطرافیان بایزید به دست او کشته شوند. هر چند بایزید سه تن از اطرافیان خود را سر برید و سر آن‌ها را به نزد سلطان فرستاد، اما نه تنها به کشتن مابقی رضایت نداد، بلکه به تقویت سپاه خود پرداخت و بیش از پیش باعث خشم سلیمان شد.
سلطان سلیمان سپاه دیگری را برای سرکوب بایزید فرستاد و بایزید به‌طرف ارزروم عقب‌نشینی کرد و در آنجا مورد استقبال قرار گرفت، اما پس از چند روز سپاهی با چهل هزار سوار به جنگ او آمد. بایزید چون توان جنگیدن با سپاهی چنین بزرگ را نداشت، همراه با ۴ پسر خود و ده هزار نفر سرباز و چند تن از امرای خود به ایروان رفت. در آنجا شاه قلی سلطان یکان استاجلو از طرف شاه تهماسب یکم حکومت می‌کرد. او فرستاده‌ای نزد پادشاه ایران فرستاد و ماجرای آمدن بایزید را به اطلاع او رسانید و سپس بایزید را با درخواست پناهندگی به سوی شاه تهماسب اعزام کرد. تهماسب امان نامه‌ای برای بایزید نوشت و دستور داد که بایزید را به قزوین پایتخت صفوی بیاورند.[۴]

## پناهندگی به ایران
قبل از رسیدن بایزید به قزوین، سلطان سلیمان هدایای بسیاری را به دربار ایران فرستاد و از شاه تهماسب خواست که بایزید را به عثمانی تسلیم کند. شاهزاده بایزید به قزوین رسید و در سال ۱۵۶۰ میلادی با شاه تهماسب ملاقات کرد. سلطان سلیمان و شاهزاده سلیم خواستار تسلیم شدن و دست یافتن به بایزید و فرزندان او بودند، اما از طرف دیگر شاه تهماسب مایل به درافتادن و شروع جنگ دیگری با عثمانی بر سر پناه دادن به بایزید نبود. شاه سعی کرد میانه را بگیرد و پدر و پسر را آشتی دهد. به همین جهت نامه‌های متعددی بین شاه تهماسب و سلطان سلیمان مبادله شد که در تمامی این نامه‌ها سلیمان با اصرار خواستار تسلیم شدن بایزید شده بود. همچنین برطبق پیمان آماسیه، پناهندگان بایست به کشور خود تحویل داده می‌شدند. سرانجام شاه تهماسب خود را ناگزیر دید که برای اجتناب از خطر درگیری با قوای عثمانی، پناهندهٔ خود را تسلیم کند البته نقشه شاهزاده بایزید برای مسموم کردن شاه تهماسب هم بی‌تاثیر نبود.[۶][۷]
شاه تهماسب برای تسلیم بایزید به سلطان سلیمان جواب مثبت داد و در نامه‌ای در مقابل بایزید نهصد هزار سکهٔ طلا از جانب سلیمان و سیصد هزار سکه طلا هم از جانب سلیم درخواست نمود و پیشنهاد کرد تا قلعهٔ قارص هم به دولت ایران داده شود تا در مقابل بایزید در ارزروم به مقامات عثمانی تحویل داده شود. بعداً چون شاه تهماسب توقعات خود را از این نیز بالاتر برد، خشم سلیمان برانگیخته شد و شاه را تهدید به جنگ کرد. اما چون جنگ با شاه تهماسب را برخلاف منافع خود احساس کرد. باز هم ملایمت را به خشونت ترجیح داد و نامه‌ای برای شاهزاده سلیم فرستاد و به وی دستور داد تا وسیله‌ای فراهم کند که درخواست‌های شاه تهماسب عملی گردد.[۸] و از سوی دیگر پادشاه ایران نامه‌ای به سلیم فرستاد و از وی خواست تا بعد از تسلیم، بایزید و فرزندانش را به قتل رساند. با اینکه سلطان سلیمان در نامه‌های خود اشاره‌ای به اعدام بایزید نکرده بود اما همراهی و حمایت سوکلو محمد پاشا با سلیم، موجبات قتل بایزید را فراهم آورد؛ و از سوی دیگر علاوه بر خودِ بایزید، قتل فرزندان وی هم به وسیله سلیم امری لازم تلقی می‌شد تا بعداً تهدیدی از طرف آن‌ها متوجه سلیم نشود.[۹]

## اعدام
سرانجام برای پس گرفتن بایزید، خسرو پاشا به همراه ۲۰۰ نفر مأمور عثمانی در ۱۵۶۲ میلادی وارد قزوین شدند و به دستور شاه تهماسب بایزید تسلیم یکی از معتمدین شاهزاده سلیم شد و او بنا به فرمانی که از سلیم داشت، بلافاصله او را با طناب به قتل رساند. بعد از قتل شاهزاده بایزید چهار پسرش اورخان، عبدالله، سلیمان و محمود نیز به سرنوشت پدرشان دچار شدند و اعدام شدند رسیدند. بعداً جنازه‌های این چهار شاهزادهٔ را به سیواس بردند و در مسجد ملک عجم دفن کردند. پس از قتل بایزید، برای شاه تهماسب مقداری کمتر از آنچه وعده داده شده بود، یعن پانصد هزار سکهٔ طلا همراه هدایایی گران‌قیمت، فرستاده شد.[۱۱]

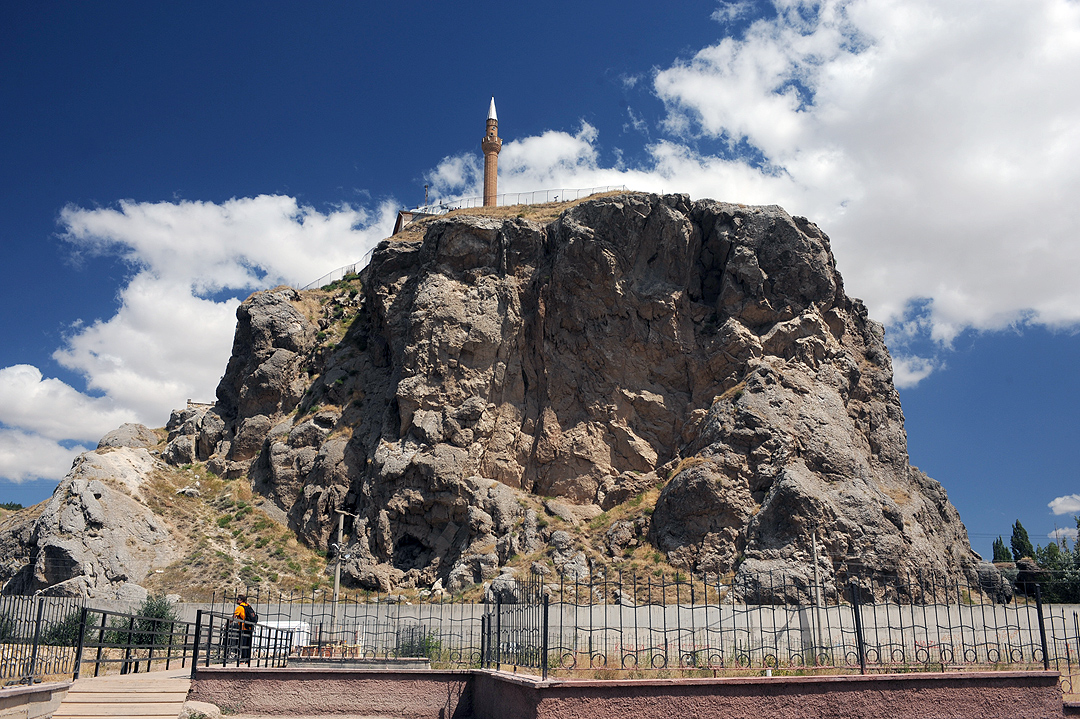
مقبره شاهزادگان در سیواس

## خانواده
عایشه خانم سلطان تنها همسر عقدی شاهزاده بایزید ، و مادر شاهزاده عثمان و محمود بود ، عایشه خانم سلطان دختر خدیجه سلطان و مصطفی پاشا نیز بود.
دافنه خاتون

### پسران
- شاهزاده اورهان (اعدام ۲ اوت ۱۵۶۲، قزوین در مسجد ملک عجم در سیواس دفن شد) فرماندار چوروم بود.
- شاهزاده عثمان (درگذشته ۱۵۶۱ بورسا، در مقبره شاهزاده مصطفی دفن شد) فرماندار قره‌حصار بود.
- شاهزاده محمود (اعدام ۲ اوت ۱۵۶۲، قزوین در مسجد ملک عجم در سیواس دفن شد) فرماندار کانیک بود.
- شاهزاده عبدالله (اعدام ۲ اوت ۱۵۶۲، قزوین در مسجد ملک عجم در سیواس دفن شد)
- شاهزاده سلیمان (اعدام ۲ اوت ۱۵۶۲، قزوین در مسجد ملک عجم در سیواس دفن شد)
- شاهزاده محمد (اعدام ۱۰ اکتبر ۱۵۶۲ بورسا، در مقبره شاهزاده مصطفی دفن شد)

### دختران
- خدیجه سلطان، با داماد مظفر پاشا ازدواج کرد.
- بیخان سلطان؛
- عایشه سلطان، با داماد علی پاشا ازدواج کرد.
- مهرماه سلطان.